# Taeping

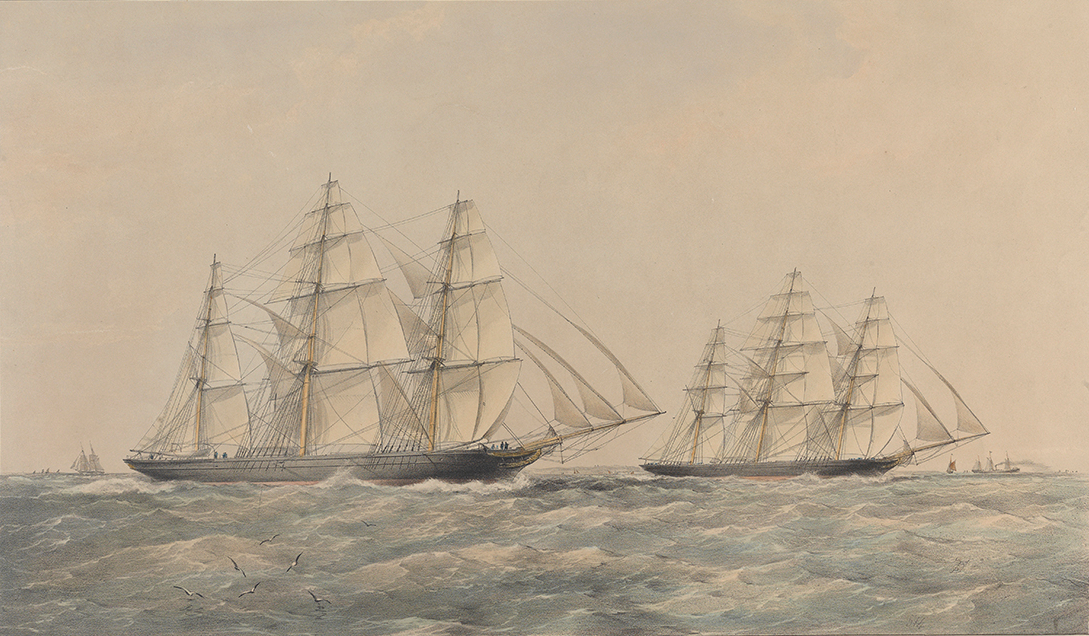
Le Taeping et lAriel remontant la Manche pendant la grande course du thé de 1866.

Le Taeping est un clipper à thé construit en 1863 par Robert Steele & Company (en), de Greenock, et appartenant au capitaine Alexander Rodger de Cellardyke (Fife). Il est le premier clipper à accoster à Londres à trois reprises, y compris pour la grande course du thé de 1866, se classant deuxième de l'histoire derrière le Fiery Cross (en), qui remporte la course quatre fois.
Le premier capitaine du navire est Donald MacKinnon (Dòmhnall 'ic Nèill 'ic Dhòmnaill Ruaidh) de Heanish, Tiree. Il tombe malade lors du voyage aller vers la Chine pour la saison du thé de 1867-68 et débarque en Afrique du Sud, où il meurt. Son premier lieutenant, J. Dowdy, en prend le commandement et reste à ce poste jusqu'à son transfert sur un autre clipper en 1871.
Le Taeping fait naufrage le 22 septembre 1871 sur le récif Ladd dans la mer de Chine méridionale alors qu'il se rend à New York.

## Construction
Le Taeping est le premier navire composite du le chantier naval de Robert Steele and Company. La structure métallique avec des planches en bois donne une coque plus rigide qui occupe moins de volume interne et peut être gainée de cuivre pour éviter les salissures marines. Le bois isole électriquement le cuivre de la structure en fer sous-jacente, empêchant ainsi la corrosion galvanique (en)[réf. nécessaire].
Le bateau est baptisé le 24 décembre 1863. Il mesure 56 mètres de longueur sur le pont, a une largeur de 9,5 mètres et une profondeur de maintien de 6,1 mètres. Il pèse 767 tonnes[réf. nécessaire].

## Durée de vie

### Saisons du thé 1864-1865 et 1865-1866
Le Taeping quitte Shanghai le 1er juillet 1864 avec une cargaison de thé.
Il fait face à un typhon et perd son beaupré, son mât de misaine et ses mâts principaux et d'artimon dans la tempête. Il est remorqué jusqu'à Amoy par le HMS Flamer le 23 juillet. Après ses réparations importantes, il repart le 8 octobre et fait une traversée très rapide de 88 jours jusqu'à Deal.
Son voyage aller de Londres à Hong Kong en 1865 dure 94 jours. Le voyage de retour commence le 29 juin et dure 104 jours.

### Saison du thé 1866-1867
En mai 1866, le Taeping est l'un des 16 clippers recevant une cargaison de thé à Fuzhou. Fuzhou est le port où la récolte de thé est disponible dès le tout début de la saison, et les navires qui essaient d'être les premiers à revenir à Londres y passent. Le Taeping, l'Ariel et le Serica (en) partent le 30 mai, un jour après le Fiery Cross et un jour avant le Taitsing (en).
La course très serrée qui s'ensuit devint connue sous le nom de grande course du thé de 1866. Les navires sont à quelques jours d'écart l'un des autres pendant la majeure partie du voyage retour. L'Ariel est le premier à entrer dans la Manche, mais le Taeping arrive au lever du soleil,.
L'Ariel a dix minutes d'avance sur Taeping à Deal. Les deux navires signalent leur arrivée. Après avoir pris des remorqueurs, les deux navires doivent attendre la marée haute à Gravesend avant de se diriger vers leurs quais respectifs à Londres. Taeping a l'avantage d'avoir deux séries d'écluses pour accéder aux docks de Londres. La destination d'Ariel, les East India docks (en), n'ont qu'une écluse. Le bateau doit donc attendre que la marée monte plus avant de pouvoir entrer. Le Taeping amarre 28 minutes avant l'Ariel et remporte la compétition.
Le Serica accoste plus tard au cours de la même marée. En termes commerciaux, trois clippers sont donc arrivés en même temps. Cela risque une saturation du marché pour la nouvelle récolte de thé. Pour éviter que les marchands de thé (qui paient une « prime » de 10 shillings par tonne au navire gagnant) n'annulent la course pour des raisons techniques, les propriétaires du Taeping acceptent de partager la prime avec Ariel en échange d'une promesse de ne pas contester le résultat. C'est la dernière saison du thé au cours de laquelle une « prime » est attribuée au premier clipper de retour de Chine,.

### Voyages ultérieurs
Lors du prochain voyage aller du Taeping vers la Chine, le capitaine MacKinnon, son capitaine, tombe gravement malade et est débarqué dans la baie d'Algoa. Il meurt à 41 ans sur le chemin du retour à Londres.
Le premier lieutenant, Dowdy, prend le commandement. Lors du voyage de retour vers Londres, pour la saison 1867-68, le Taeping est le quatrième navire à partir de Fuzhou, le Serica et le Maitland ayant traversé la rivière Minh trois jours plus tôt. Au moment où le Serica arrive à Hong Kong, cinq jours plus tard, Taeping l'a rattrapé. Avec une durée totale de traversée de 102 jours, le Taeping est à nouveau le premier clipper à thé à accoster à Londres.
Au cours de la saison du thé de 1868-69, Taeping est l'un des favoris, effectuant une traversée de 102 jours, mais est battu à la fois sur le temps de traversée et la date d'arrivée par l'Ariel et le Spindrift.
Le Taeping est le premier arrivé de la saison 1870-1871.

### Naufrage
Le Taeping fait naufrage le 22 septembre 1871 sur le récif Ladd dans la mer de Chine méridionale alors qu'il se rend à New York depuis Xiamen.
Les marins embarquent sur les canots de sauvetage mais espèrent que la montée de la marée sauvera le bateau. Le 24 septembre, le bateau est abandonné et les marins embarquent pour Saigon. Les radeaux sont séparés par le mauvais temps ; l'un d'entre eux est sauvé par le Serica qui passe avec sa propre cargaison pour New York et les deux autres parviennent à toucher la terre ferme.